# الأعزب (فلم)
فلم الأعزب (The Bachelor) هو فيلم رومانسي أخرجه المخرج كاري سنيور (Gary Sinyor)، النجم الذي مثل دور البطولة هو كريس اودونيل (Chris O'Donnell) بدور جيمي شانون (Jimmie Shannon)، والممثلة رينيه زلويجر (Renée Zellweger) بدور آن اردين (Anne Arden).

## القصة
جيمي شانون الذي هو الممثل كريس يريد أن يبقى كالحصان البري في حياته أي أن يكون حراً وغير مقيد وملتزم. يتقدم جيمي لطلب يد صديقته التي يعرفها لثلاث سنوات «آن» التي هي الممثلة رينيه للزواج في أكثر المطاعم رومانسية في المدينة. قد افسد جيمي هذه اللحظة حين قال شيء فظ لها. في الوقت الذي تقرر «آن» المغادرة إلى اليونان يكتشف جيمي بأن جده المٌتوفي قد ترك له عمل العائلة ليديره وممتلكاته إضافة إلى 100 مليون دولار.لكن لن يستطيع جيمي أن يحصل على كل هذا ما لم يتزوج في عيد ميلاده الثلاثين عند الساعة السادسة وخمس دقائق مساءً، والذي صدف اليوم التالي !. فقام هو وصديقه ماركو (الممثل ارتي لانج (Artie Lange والكاهن الذي ينتظره (الممثل جيمس كرومويل James Cromwell) وأصدقاء جده وزملائه بالبحث عن عروس له في الساعات القليلة القادمة. عندما ذهب ليطلب يد «ان» مرة ثانية..لم تر النظرة الصادقة بطلبه هذا فرحلت إلى اليونان في طائرة هليكوبتر. ذهب جيمي بعدها ليبحث عن صديقاته السابقات، لكها باءت بالفشل، لذلك قام صديقه ماركو بوضع إعلان في الجريدة والذي كانت عواقبه كارثية. لم تغادر «ان» إلى اليونان، ولكنها ذهبت إلى بيت أبويها مع أختها دافني ولكنها تشتاق إلى جيمي فترجع إلى المدينة.
في وسط هذه الأحداث حيث الكل يحاول مساعدة جيمي على ايجاد عروس وعلى إنقاذ عمل العائلة، يحس جيمي بقدسية الزواج عندما كان يٌبحر في بحيرة مع الكاهن. حيث اخبره الكاهن عن دخوله للكهنوت بعدما توفيت زوجته التي كان يحبها كثيراً، وكيف كان الكاهن فخور بزواجه وبتأسيس عائلة. في تلك اللحظة أدرك جيمي بأنه يحب «ان» وبأنه مستعد ليقوم بالخطوة الثانية. يذهب جيمي ليرتاح في المنيسة ولكنه يفاجأ بعدما استيقاظه بوجود عدد هائل من العرائس بانتظاره. وبعدما حاول ماركو تهدئة الوضع قال لهم بأن ليس لجمي أي نقود، فحاولوا العرائس أن يهجموا على الاثنين. بعدها يقول ماركو أن «ان» في طريقها للعودة للمدينة، لذلك ذهب جيمي إلى المحطة وطلب قالب الكيك، وقد نجح بفعل ذلك قبل أن تتم مطاردته بمئات من العرائس. فتوصله سيارة الأجرة ويذهب إلى البحث عن «ان» في القطار، ولكنها تكون قد عرفت بأمر النقود 100 مليون دولار عن طريق الإعلان الذي في الجريدة الذي كٌتب فيه «هل تتزوجين رجل ل 100 مليون دولار؟» ومع صورة لجمي في المقدمة.
بعدها استعدت «ان» لوضع المكياج وقد وجدوا ثوب عرس مرمي، فأخذته لتغير ملابسها في الحمام، وعندما تفتح الباب ترى العديد من العرائس يركضون وجيمي يركض أيضاً إلى أن تسلق سٌلم وبدأ ينادي اسم «ان». قد جلس الكاهن في سيارة شرطة مع مكبر الصوت حين وصلت «آن» إلى جيمي وعندها طلبت «آن» من العرائس أن يفرحن ويجعلون هذا اليوم هو يومها. تصفق العرائس ويأخذ كل واحد قطعة الكيك، ويكتشف ماركو بأن زوجته كانت من بين العرائس..ولكن لا بأس. وكل شيء ينتهي بسعادة إلى أن تٌرمى باقة الورد للزوجين التاليين.

## وصلات خارجية
- مقالات تستعمل روابط فنية بلا صلة مع ويكي بيانات

1. ↑  "Bone Collector Makes Winning Debut". لوس أنجلوس تايمز. مؤرشف من الأصل في 2016-08-13. اطلع عليه بتاريخ 2012-06-10.